# 邵天虹
邵天虹（SIU Tin Hung, Terence），香港親中派民建聯政治人物，曾經為九龍城區議員（馬頭圍），至2019年香港區議會選舉被民主派曾健超擊敗。

## 早年生涯
邵天虹畢業於香港中文大學政治與行政學系。

## 從政生涯
於2015年，邵天虹代表民建聯參與區議會選舉，出戰馬頭圍選區，結果以45票之差擊敗時任民協成員莫嘉嫻。

### 以「極致藝術」形容爆水管事件
2016年1月31日，馬頭圍選區內，九龍城馬頭涌道與富寧街交界地底一條直徑900毫米的鹹水管爆裂，車輛要涉水而行，途人亦要脫鞋涉水而過。不過，邵天虹卻在Facebook上寫上「風流」話：「極致藝術係由危機產生」，結果引起網民批評。

### 2019年香港區議會選舉及議辦租約風波
於2019年香港區議會選舉，親中派受到香港逃犯條例爭議困擾而大敗，而邵天虹則敗於民主派曾健超。
邵天虹2019年於區選落敗後，拒絕交還議員辦事處，更在租約結束期前延長租約，被曾健超批評「特登霸住」，做法不君子。

## 資料來源
1. 1 2 3 4 5  .   [2020-07-10]. （原始内容存档于2020-07-10）.
2. ↑  倪一祥. .   [2020-07-10]. （原始内容存档于2020-07-13）.
3. ↑  . 立場新聞. 2016-02-01  [2020-08-09]. （原始内容存档于2020-07-10）.
4. ↑  .   [2020-07-10]. （原始内容存档于2020-07-11）.

## 外部連結
- 邵天虹的Facebook專頁